# Windsor, Vermont
Windsor är en kommun (town) i Windsor County i delstaten Vermont, USA. Vid folkräkningen år 2000 bodde 3 756 personer på orten. Den har enligt United States Census Bureau en area på totalt 51,2 km², varav 0,6 km² är vatten.

## Kända personer från Windsor
- Carlos Coolidge, politiker
- Andrew Ellicott Douglass, astronom
- James L. Howard, politiker
- Matt Salinger, skådespelare